# محسن اصلانی
محسن اصلانی (زاده ۱۳۳۵ در تهران) بازیگر سینما اهل ایران است.

## فیلم‌شناسی

### سینما
- ازدواج غیابی (۱۳۷۹)
- ساده‌لوح (۱۳۷۰)
- بازی تمام شد (۱۳۶۸)
- غریبه (۱۳۶۶)
- کفش‌های میرزا نوروز (۱۳۶۴)
- گردباد (۱۳۶۴)
- شب‌شکن (۱۳۶۳)
- صاعقه (۱۳۶۳)
- یک روز گرم (۱۳۶۳)
- سفیر (۱۳۶۱)

### تلویزیون
- ماجراهای آقای خموشیان (۱۳۶۳)